# Norton Motorcycle Company

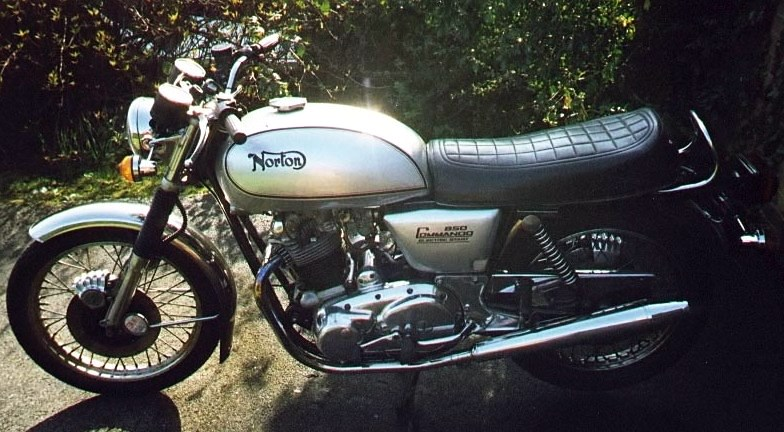
1978 Norton Commando Interstate Mk3

Norton é uma fabricante de motos inglesa com sede em Birmingham e fundada em 1898. Em 1953, foi adquirida pela Associated Motor Cycles. Ao final de 2008, Stuart Garner, um empresário inglês, adquiriu os direitos da Norton e relançou a marca, desenvolvendo modelos como a 961cc Norton Commando. Em janeiro de 2020, o negócio colapsou. Em Abril do mesmo ano, parte do negócio foi vendido à TVS Motor Company.